# Architecture iranienne
 (novembre 2015).
L'architecture iranienne ou architecture perse bénéficie d'un héritage particulièrement ancien parmi les arts iraniens. Elle utilise abondamment la géométrie symbolique, basée sur des formes pures telles que le cercle et le carré. Les plans sont souvent fondés sur des rendus symétriques, dont les cours rectangulaires et les halls sont caractéristiques.
L'architecture islamique iranienne reprend des idées de époques qui l'ont précédée et fait intervenir des formes géométriques, répétitives, ainsi que des surfaces richement ornées de céramiques, de stuc sculpté et de briques, formant des motifs décoratifs, calligraphiques, une iconographie florale, et parfois des formes animées.

## Histoire
Les architectes persans étaient très recherchés pendant les temps anciens, avant l'avènement de l'Architecture moderne. Plusieurs d'entre eux, comme Ostad Isa Shirazi, ont conçu des paysages comme le Taj Mahal, le minaret de Jam en Afghanistan, le Dôme de Soltaniyeh ou la tombe de Tamerlan à Samarcande.
Il existe plusieurs styles (ou sabk) dans l'architecture iranienne.

### Période pré-islamique
Au cours de la période pré-islamique (des origines à 600 apr. J.-C.), on compte deux styles principaux : le style parsi et les styles parthe et sassanide.
- Le style parsi est représenté par les réalisations de Pasargades, Persépolis, Chogha zanbil et Sialk.
- Les styles parthe et sassanide sont représentés par le temple d'Anahita, le Taq-e Kisra à Ctésiphon, et Bishapur.

### Période post-islamique
De 700 apr. J.-C. à nos jours, d'autres styles apparaissent, marqués par l'influence musulmane. Les plus connus sont le style Khorasani, le style Razi, le style Azari et le style Isfahani.
- Le style Khorasani est représenté par la Mosquée de Nain et la Mosquée de la Congrégation (Jame) d'Isfahan.
- Le style Razi est représenté par la tombe d'Ismail Ier à Gonbad-e Qabus.
- Le style Azari est représenté par Soltaniyeh, Arg-e Alishah, la Mosquée Goharshad et Samarcande.
- Le style Isfahani est représenté par Chehelsotoon, Kashan, la Mosquée du Shah et la Mosquée du Sheikh Lutfallah.

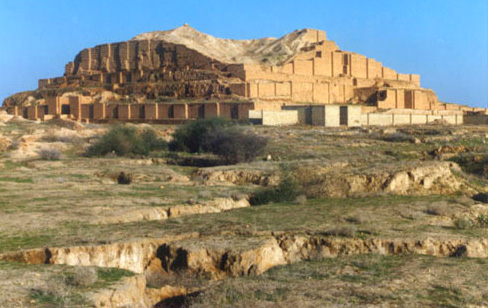
Exemple de style Parsi: ziggourat de Chogha Zanbil (Khouzestan).
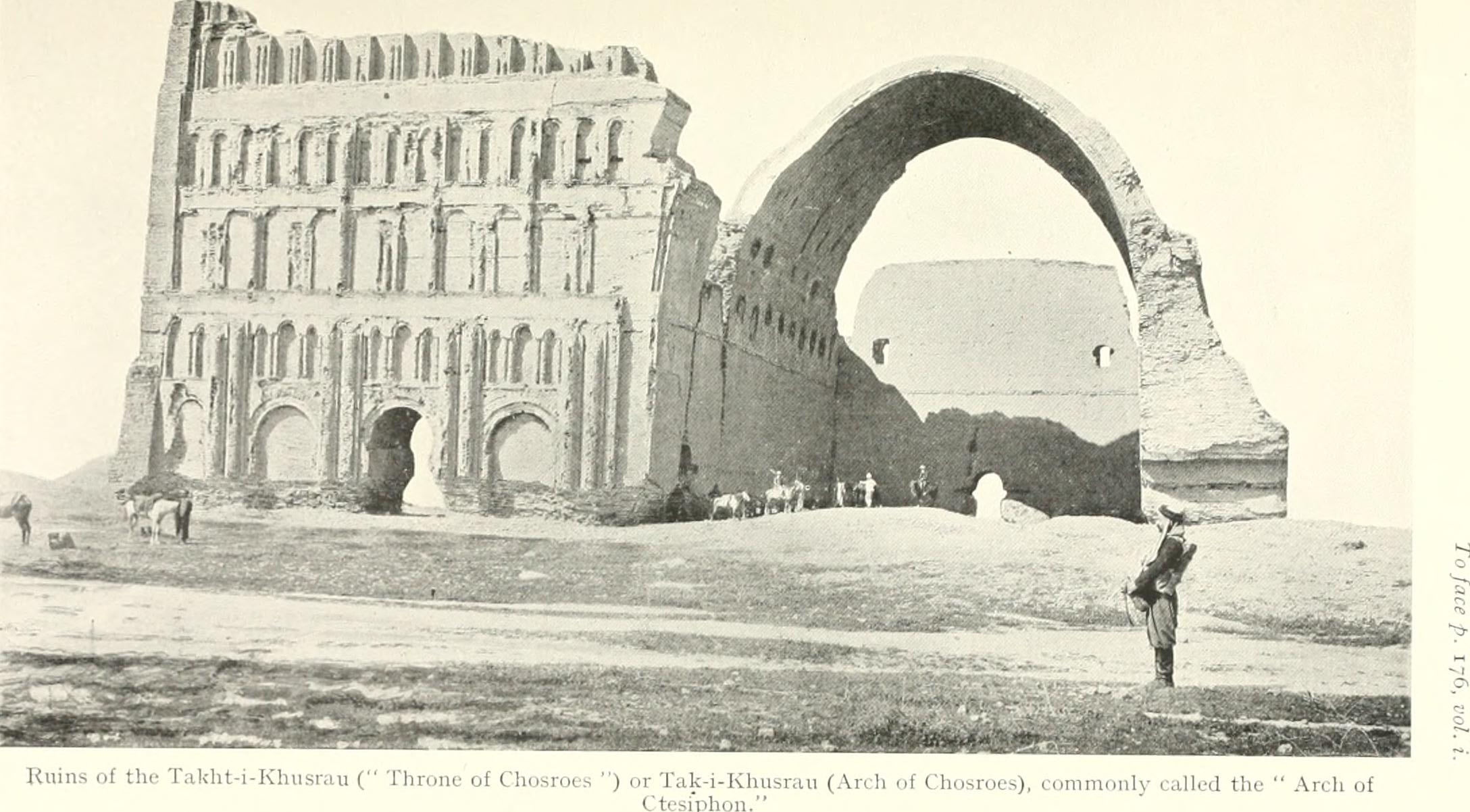
Style sassanide: le Taq-e Kisra de Ctésiphon (Irak).
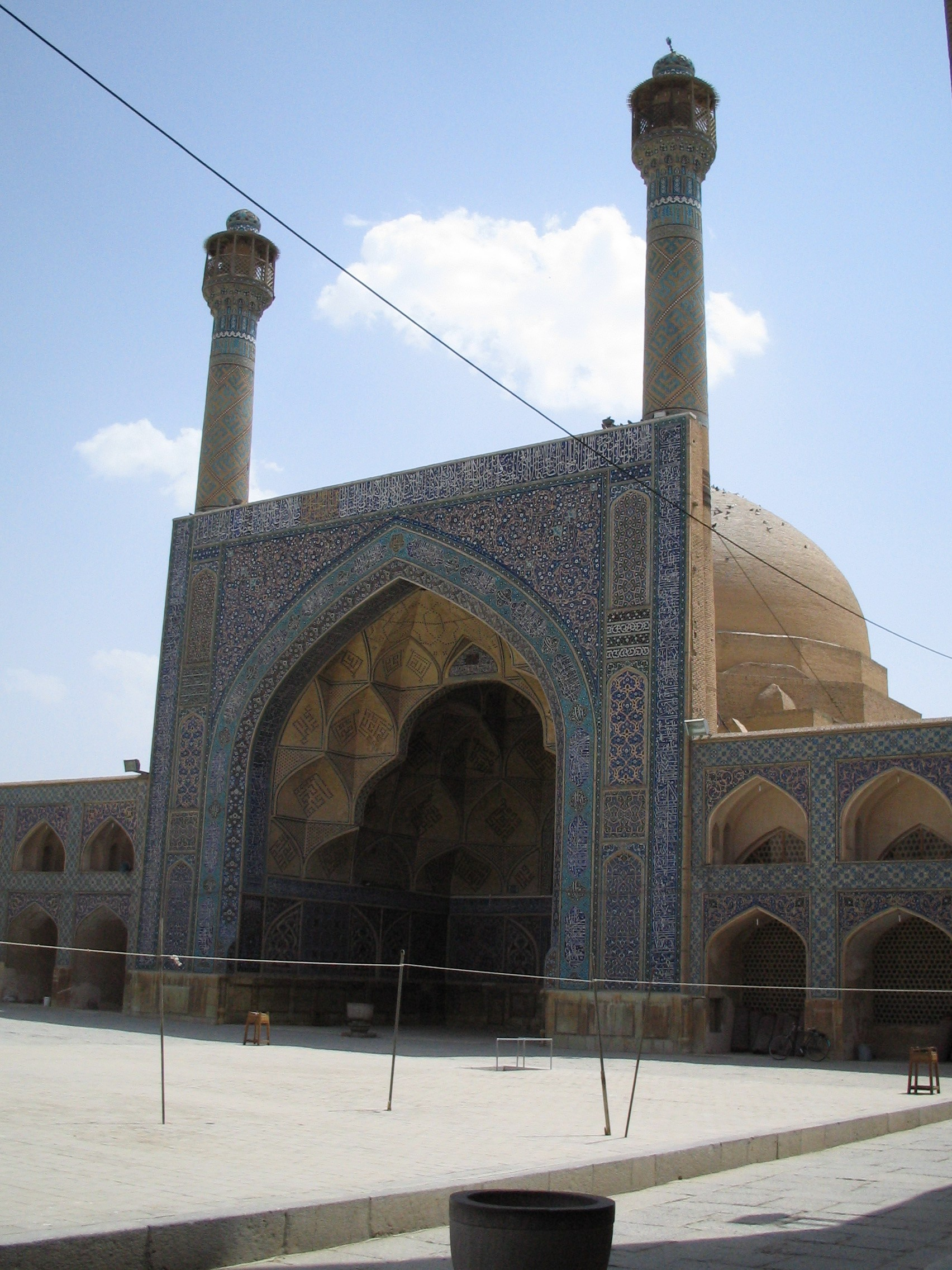
Exemple du style Khorasani: iwan central de la mosquée du vendredi, Ispahan.
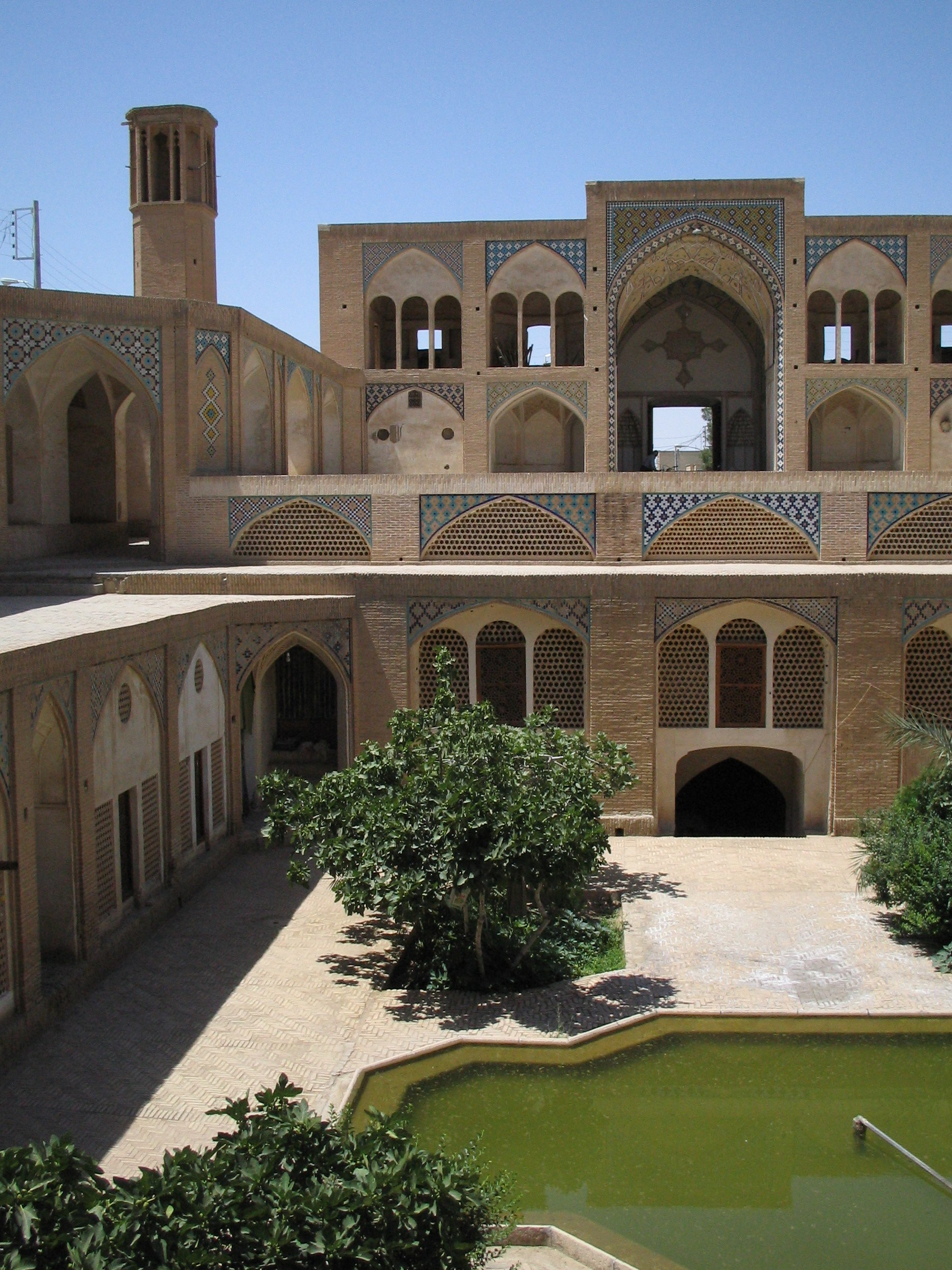
Exemple du style Isfahani : madrasa, à Kashan.

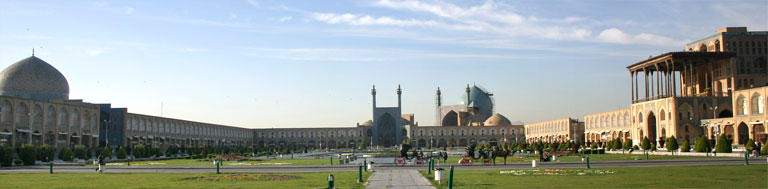
La place Naghsh-e Jahan, à Isfahan, est la deuxième plus grande place du monde et sans conteste un joyau de l'architecture persane.

## Architecture pré-islamique de Perse

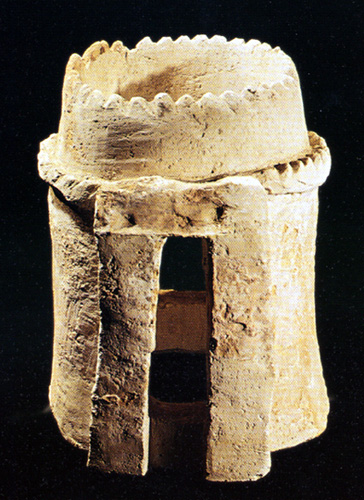
Les artisans de la Perse antique faisaient volontiers des modèles, comme cette maquette en céramique d'adobe d'une tour (XIIIe siècle av. J.-C., trouvée à Chogha Zanbil).

Les fouilles prouvent que l'histoire de l'architecture et de la planification urbaine en Perse (Iran) remonte à plus de 10 000 ans. Les Persans étaient parmi les premiers à utiliser les mathématiques, la géométrie et l'astronomie dans l'architecture. Tepe Sialk, près de Kashan, où se trouve une importante ziggurat construite il y a 7 000 ans, est un de ces sites historiques en Iran où les habitants ont été les initiateurs d'une technique de construction évoluée.
L'architecture iranienne a beaucoup influencé l'architecture des autres vieilles civilisations. Selon Arthur Upham Pope, « L'architecture en Iran a au moins 6 000 ans d'histoire continue, dont des exemples peuvent être vus de la Syrie jusqu'au nord de l'Inde et aux frontières chinoises, et du Caucase à Zanzibar. »
Chacune des périodes élamite, achéménide, parthe et sassanide a créé des styles architecturaux qui se sont répandus et ont été adoptés par d'autres cultures. Bien que l'Iran ait souffert de destructions — dont l'incendie de Persépolis ordonné par Alexandre le Grand  — on peut se faire une idée de son architecture classique à partir de ce qui reste.

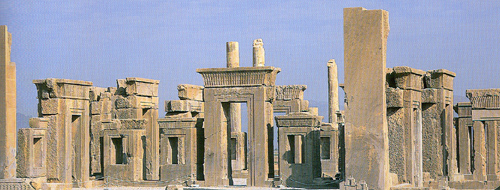
Après 2500 ans, les ruines de Persépolis inspirent toujours les visiteurs du monde entier.

On a conservé plusieurs exemples de palais achéménides. Les artisans et les artistes venaient avec leurs matériaux de toutes les régions de l'empire, l'un des plus grands à l'époque. La ville de Pasargades servit de modèle. Elle s'élevait dans un grand parc jalonné de ponts, de jardins, de palais et de pavillons ouverts à colonnes. L'architecture des villes de Pasargades, Suse et Persépolis exprimait avec force l'autorité du šāhān šāh, le « Roi des Rois » : les escaliers de Persépolis rappelaient par leurs bas-reliefs sculptés la vaste étendue de l'empire.
Avec l'émergence des Parthes et des Sassanides sont apparues de nouvelles formes. Les innovations parthes se sont pleinement exprimées à l'époque sassanide, par de massives salles voutées, de solides dômes en maçonnerie et de hautes colonnes.
Le plan circulaire de cité irakienne de Bagdad, érigée à l'époque abbasside, s'inspire de villes persanes plus anciennes, telles que Firuzabad dans le Fars. Le calife Al-Mansur avait confié la construction de la ville à Naubakht (en), un ancien zoroastrien persan, et à Mashallah, un ancien juif du Khorasan. Naubakht réalisa les plans de la ville et aida à déterminer la date à laquelle commencer les travaux pour que ceux-ci se passent sous de bons auspices.
Les ruines de Persépolis, Ctésiphon, Jiroft, Sialk, Pasargades, Firouzabad, Arg-é Bam et de nombreux autres répertoriées dans le guide de Jean Hureau témoignent de la grande implication des Perses dans l'architecture.
L'Iran est classé parmi les dix premières nations possédant le plus de ruines architecturales antiques et il est reconnu par l'UNESCO comme un des berceaux de l'humanité.

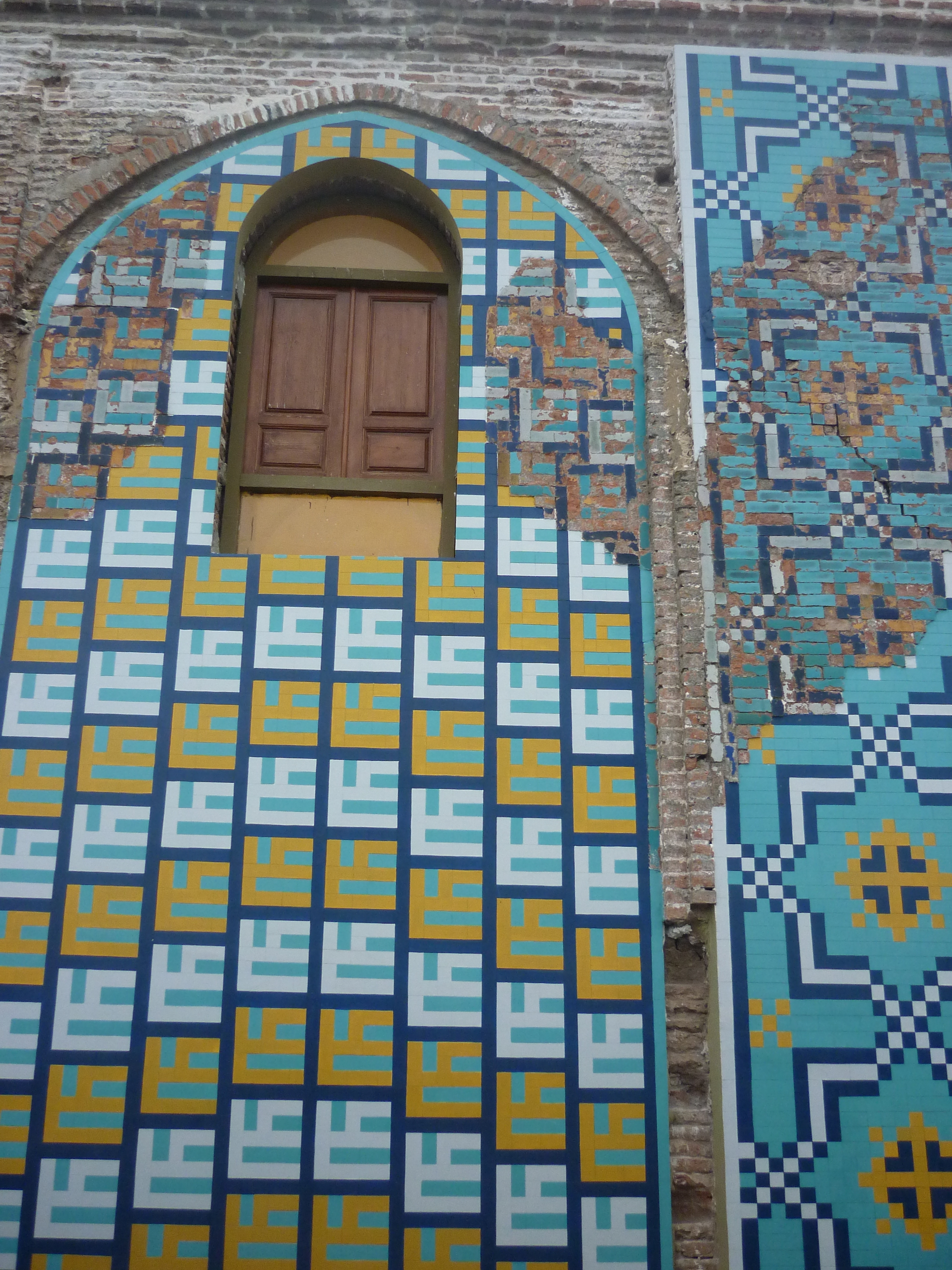
Décor de faïence du tombeau de à Amol. Détail du pishtak. Deuxième moitié du XIVe siècle

## Architecture post-islamique de Perse

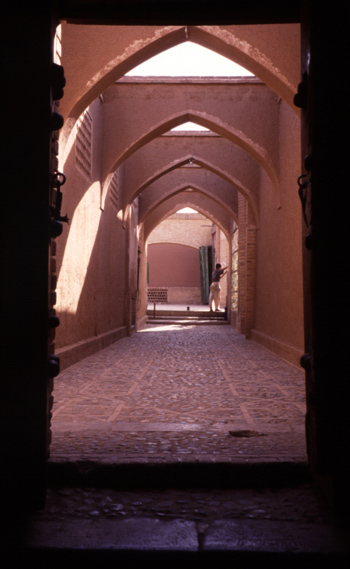
Les koutchehs procurent un abri contre les tempêtes de sable et protègent de l'intense lumière du soleil. Cette forme de conception urbaine est ancienne en Perse et s'est révélée très efficace. Kachan (Iran).

Les conquêtes et avec elle, l'arrivée de la culture musulmane en Perse, a conduit à la création de bâtiments religieux remarquables en Iran. Des arts comme la calligraphie, le travail du stuc, le travail des miroirs et de la mosaïque ont été fortement intégrés à l'architecture en Iran pendant cette nouvelle époque. Des fouilles archéologiques ont permis de découvrir des éléments qui démontrent l'influence de l'architecture sassanide sur l'architecture du monde islamique. Les types majeurs de bâtiments sont la mosquée et le palais.
De nombreux experts[Lesquels ?] pensent que la période de l'architecture perse du XVe au XVIIe siècle est une des plus brillantes de l'ère islamique. Plusieurs structures comme des mosquées, des mausolées, des bazars, des ponts et différents palais ont survécu jusqu'à aujourd'hui. Dans l'architecture persane, les pièces semi-circulaires ou de forme ovale présentaient un grand intérêt, conduisant les architectes safavides à montrer leur extraordinaire habileté en construisant des dômes aux dimensions massives.
On voit fréquemment des dômes dans les structures des bazars et des mosquées, datant particulièrement de la période safavide, en particulier à Ispahan. Les dômes iraniens se distinguent par leur hauteur, la proportion des éléments, la beauté de la forme et le galbe du dôme proprement dit. Les surfaces extérieures des dômes sont généralement recouvertes de céramiques, formant ainsi des surfaces chatoyantes.
D'après l'archéologue Dietrich Huff, le dôme est l'élément central de l'architecture iranienne. Quant à Arthur U. Pope, qui étudia les bâtiments persans anciens et islamiques, il déclare[Où ?] : « L'art suprême de l'Iran, au sens propre du terme, a toujours été l'architecture. La suprématie de l'architecture s'applique à la fois aux périodes pré-islamique et islamique. »"
L'examen des monuments majeurs de l'architecture islamique persane révèle des relations géométriques complexes, une hiérarchie étudiée de la forme et des ornements et une signification symbolique très profonde.

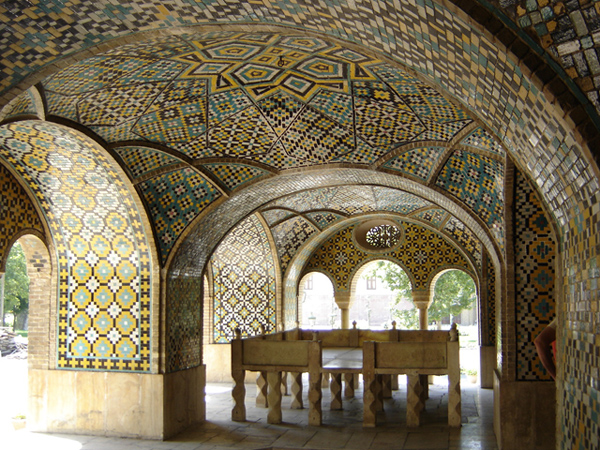
Architecture des jardins persans : Khalvat-i Karim-khani, dans les jardins du palais du Golestan, Téhéran.
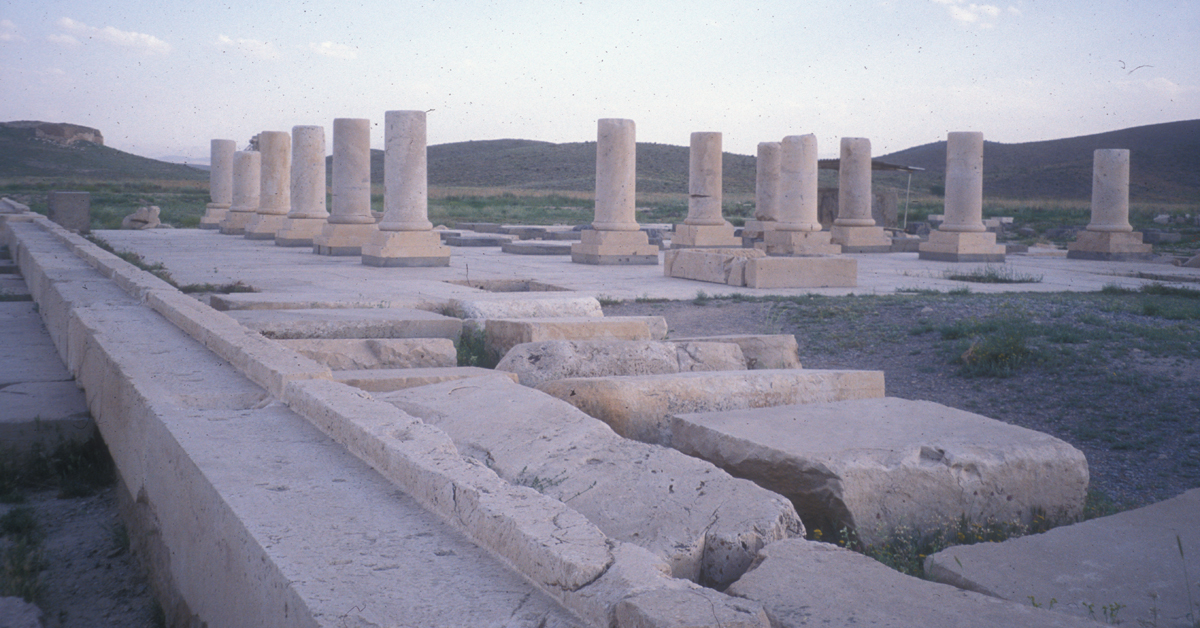
Architecture des palais : le hall de réception du palais de Pasargades.
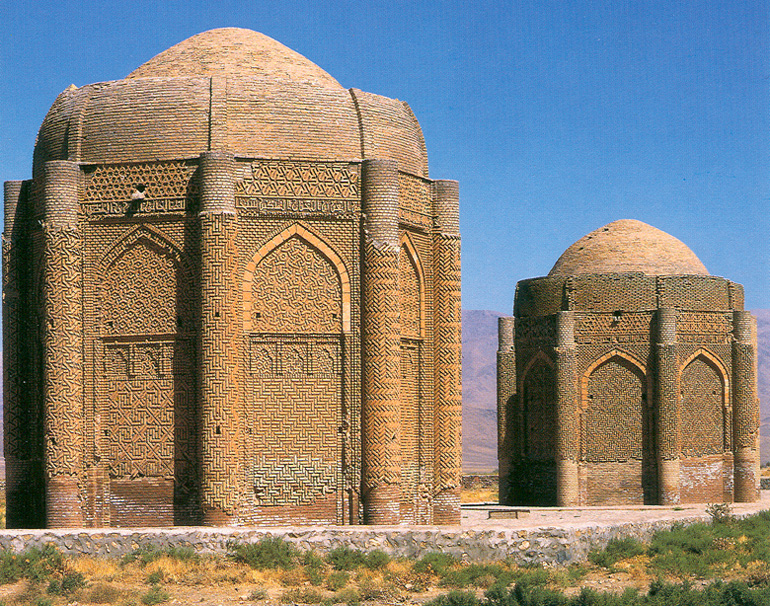
Architecture des tours et des tombes : deux mausolées de princes  seldjoukide à Qazvin.
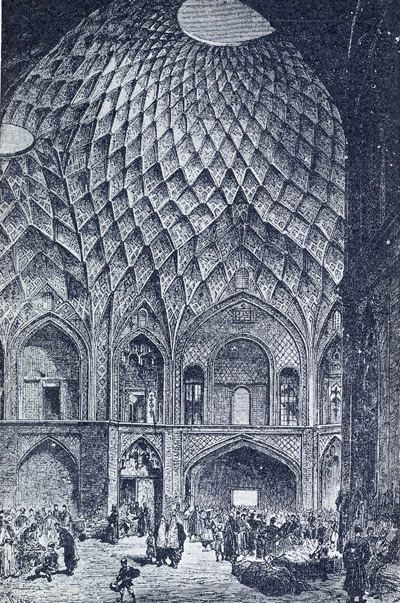
Architecture des Bazars: Timcheh-e-Amin o Dowleh, au bazar de Kachan.

## Patrimoine mondial de l'UNESCO
Dans la liste qui suit, les sites du patrimoine mondial définis par l'UNESCO construits ou dessinés par des Iraniens (ou Persans), ou dessinés et construits dans le style de l'architecture iranienne :

### En Iran
- Arg-é Bam et son paysage culturel, Kerman
- Place Naghsh-e Jahan, Isfahan
- Pasargades, Fars
- Persépolis, Fars
- Tchogha Zanbil, Khuzestan
- Takht-e Soleyman, Azerbaijan-e-gharbi (de l'ouest)
- Mir Bozorg Tomb, Amol
- Dôme de Soltaniyeh, Zanjan

### Hors d'Iran
- Minaret de Jam, Afghanistan

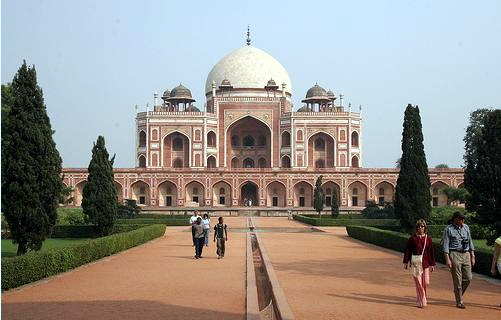
Tombe de Humayun, Delhi. De nombreux architectes iraniens ont bâti des monuments en dehors de leur pays natal.

- Mausolée de Khoja Ahmed Yasavi, Kazakhstan
- Centre Historique de Boukhara
- Centre Historique de Shahrisabz
- Samarcande - Carrefour des Cultures
- Citadelle, ville ancienne et bâtiments fortifiés de Darband, Daghestan

## Éléments et exemples de l'architecture iranienne
- Les éléments de l'architecture persane peuvent toujours être observés dans l'architecture contemporaine iranienne. Temple du Lotus de Fariborz Sahba, à Delhi.Jardin persan
- Architecture Sassanide

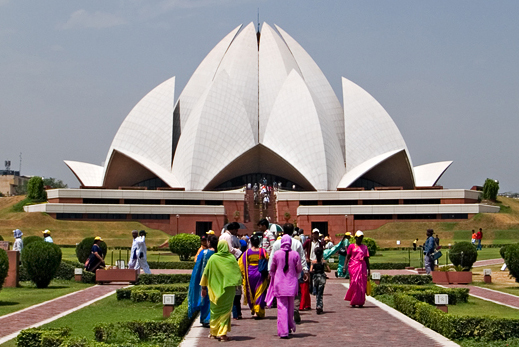
Les éléments de l'architecture persane peuvent toujours être observés dans l'architecture contemporaine iranienne. Temple du Lotus de Fariborz Sahba, à Delhi.

- Architecture des villes : Kachan, Qazvin, Yazd, Ispahan, Chiraz, Qom, Mashhad
- Caravansérails et Robats
- Badguir[3]
- Chabestan
- Talar
- Gonbad
- Iwan
- Howz
- Panjdari
- Koutcheh
- Mosquée-kiosque

- Hashti

- Andarouni

- Bioruni
- Dalan-e voroudi
- Architecture résidentielle persane traditionnelle
  - Khaneh Tabatabaei
  - Khaneh Boroudjerdi
- Khanqah et Tekyeh

- Tours
  - Tour Azadi
  - Tour Milad
  - Tour Shebeli
  - Tour Gonbad-e Qabus
- Méthodes d'irrigation traditionnelles en Iran
  - Ab anbar
  - Qanat
  - Yakhchal
  - Kariz
  - Liste des ab anbars de Qazvin
- Architecture islamique
- Architecture moghole
- Architecture Indienne
- Imamzadeh
- Arg, Châteaux, et Ghal'ehs